# Tsatsiki, farsan och olivkriget
Tsatsiki, farsan och olivkriget är en svensk familjefilm från 2015, i regi av Lisa James Larsson och bygger på Moni Nilsson-Brännströms roman Tsatsiki och olivkriget. Hon skrev även filmens manus.
Filmen hade biopremiär i Sverige den 11 december 2015, utgiven av Nordisk Film.

## Handling
Under sommarlovet hälsar Tsatsiki på sin far på den grekiska ön Kreta. Farsan har ekonomiska problem och blir tvungen att sälja familjens olivlund. Tillsammans med den tolvåriga flickan Alva försöker Tsatsiki samla in pengar för att rädda olivlunden.

## Rollista
- Emrik Ekholm – Tsatsiki
- Adam Gutniak – Per Hammar
- Sara Vilén – Alva
- Liv Mjönes – Morsan
- Elsa James Rosén – Retzina
- Jonatan Rodriguez – farsan
- Christine Meltzer – Durga
- Nicole Kokkinou – farmor
- Zafiris Katramadas – Stavros
- Thanassis Nakos – Zorba
- Maximos Psilakis – Tassos
- Stefanos Psilakis – Vassilis
- Johan Hallström – Göran
- Hans Olav Brenner – mäklare
- Bjørn Skagestad – Asbjörn Backe
- Lefteris Tsagkarakis – barmannen
- Garyfalia Mpouzaki – åsnekvinnan